# پیتر ماتیسن
پیتر ماتیسن (به انگلیسی: Peter Matthiessen)، (زاده ۲۲ مهٔ ۱۹۲۷ - درگذشته ۵ آوریل ۲۰۱۴) نویسنده آمریکایی بود

## زندگی‌نامه
ماتیسن که در سال ۱۹۲۷ در نیویورک به دنیا آمده بود، پس از پایان تحصیلاتش در دانشگاه ییل، راهی فرانسه شد و آنجا همراه با دوست نویسنده‌اش، جورج پلیمتون مجله ادبی «پاریس ریویو» را منتشر می‌کرد.
با آنکه انتشار این مجله که همچنان منتشر می‌شود، بسیار موفق بود اما ماتیسن به آمریکا برگشت و جمعی از مشهورترین هنرمندان آمریکا از جمله جکسون پولاک و ویلم دکونینگ حشر و نشر پیدا کرد.
در دهه ۱۹۶۰ به حدی به آموزه‌های بودایی علاقه‌مند شد که روحانی بودایی (ذن) شد. در همان سال‌ها استقبال از آثار او رو به افزایش بود.
«بازی در سرزمین خدا»، «پلنگ برفی» (The Snow Leopard) و «کشور سایه‌ها» (Shadow Country) از مشهورترین آثار ماتیسن هستند.
ماتیسن که برنده جوایز معتبر ادبی متعددی شده بود، به عنوان ماجراجو و فعال محیط زیست نیز شناخته می‌شد و کتاب‌هایی غیرداستانی درباره سفرهایش نوشته بود.
او به قطب جنوب، مناطق هیمالیایی و استرالیا سفر کرد و درباره محیط زیست و حیات وحش این سرزمین‌ها نوشت.
پلنگ برفی که ماتیسن برای آن جایزه ملی کتاب آمریکا را گرفت، نتیجه سفر دو ماهه او به هیمالیا و کاوش درباره این جانور نادر بود.
آخرین رمان او با عنوان "در بهشت"، منتشر شد.
او که به سرطان خون مبتلا بود در «چند ماه گذشته به شدت بیمار» بوده و نهایتاً جمعه شب ۵ آوریل ۲۰۱۴ در سن ۸۶ سالگی در بیمارستانی در نیویورک درگذشت.

## جوایز
او سه بار برنده جایزه ملی کتاب آمریکا شده بود.

## بخشی از کتابشناسی
- "بازی در سرزمین خدا" (۱۹۶۵)
- "پلنگ برفی" (۲۰۰۰)
- "کشور سایه‌ها" (۲۰۰۸)
- "در بهشت" (۲۰۱۴)